# Регуляция экспрессии генов

Регуляция экспрессии генов с помощью гормонального рецептора

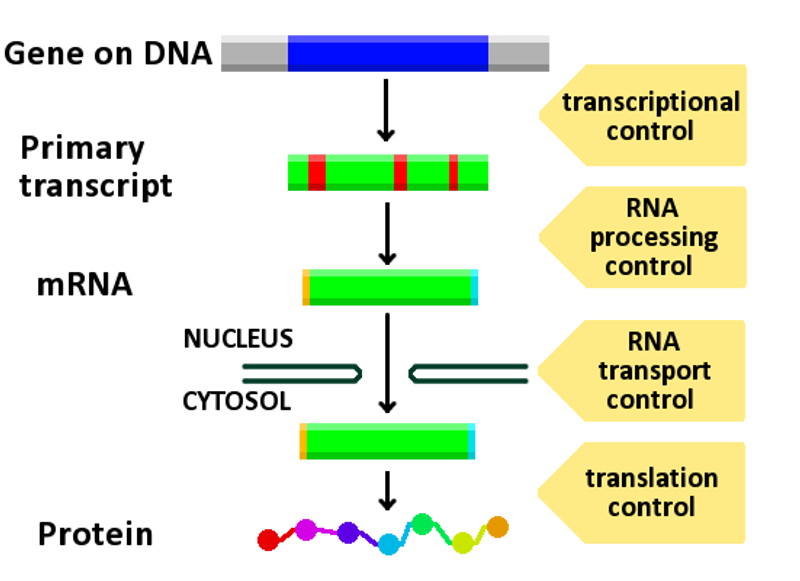
Диаграмма, показывающая, на каких этапах экспрессию ДНК-мРНК-белок можно контролировать

Регуляция экспрессии генов, или генная регуляция — широкий спектр механизмов, которые используются клетками для увеличения или уменьшения продукции конкретных генных продуктов (белка или РНК). Сложные программы экспрессии генов широко наблюдаются в биологии, например, для запуска путей развития, реагирования на стимулы окружающей среды или адаптации к новым источникам пищи. Практически любой этап экспрессии генов можно модулировать: от инициации транскрипции до процессинга РНК и посттрансляционной модификации белка. Часто один ген-регулятор контролирует другой и так далее в сети генного регулирования .
Регуляция генов важна для вирусов, прокариотов и эукариотов, поскольку она повышает универсальность и адаптируемость организма, позволяя клетке экспрессировать белок, когда это необходимо. Хотя еще в 1951 году Барбара МакКлинток показала взаимодействие между двумя генетическими локусами, — Активатором (Ас) и Диссоциатором (Дс), — в формировании окраски семян кукурузы, первым открытием системы регуляции генов считается идентификация в 1961 г. lac- оперона, открытого Франсуа Жакобом и Жаком Моно, в котором некоторые ферменты, участвующие в метаболизме лактозы, экспрессируются E. coli только в присутствии лактозы и отсутствия глюкозы.
В многоклеточных организмах регуляция генов стимулирует клеточную дифференцировку и морфогенез у эмбриона, что приводит к созданию разных типов клеток, которые обладают разными профилями экспрессии генов из одной и той же последовательности генома. Хотя это не объясняет, как возникла регуляция генов, биологи-эволюционисты включают эти механимы в качестве частичного объяснения того, как эволюция работает на молекулярном уровне, и это занимает центральное место в науке эволюционной биологии развития.